# المراجعة التحليلية
المراجعة التحليلية (بالإنجليزية: Analytical Review)‏؛ هي مجلة دورية بريطانية، أسسها جوزيف جونسون والكاتب توماس كريستي، وكانت تصدر في لندن، في الفترة ما بين عام 1788 حتى العام 1798، قدمت ملخصات وتحليلات للعديد من المنشورات الجديدة التي صدرت في نهاية القرن الثامن عشر.